# Coupe caribéenne des nations 1991
Navigation
Édition précédente Édition suivante
La Shell Caribbean Cup 1991 fut la neuvième édition de la Coupe caribéenne des nations. La phase finale eu lieu en Jamaïque. 

## Tour préliminaire
La Jamaïque (pays organisateur) et Trinidad et Tobago (tenant du titre) sont qualifiés automatiquement pour la phase finale. 

### Groupe 1:République dominicaine
- Joué à San Juan, Porto Rico :

| Rang | Équipe                 | Pts | J | G | N | P | Bp | Bc | Diff |  | Résultats (▼ dom., ► ext.) |  |     |     |
| ---- | ---------------------- | --- | - | - | - | - | -- | -- | ---- |  | -------------------------- |  | --- | --- |
| 1    | République dominicaine | 3   | 2 | 1 | 1 | 0 | 4  | 2  | +2   |  | République dominicaine     |  | 1-1 | 3-1 |
| 2    | Haïti                  | 3   | 2 | 1 | 1 | 0 | 4  | 3  | +1   |  | Haïti                      |  |     | 3-2 |
| 3    | Porto Rico             | 0   | 2 | 0 | 0 | 2 | 3  | 6  | -3   |  | Porto Rico                 |  |     |     |

### Groupe 2:Martinique
Joué en Martinique du 15 au 19 mai 1991 :
| Rang | Équipe     | Pts | J | G | N | P | Bp | Bc | Diff |  | Résultats (▼ dom., ► ext.) |  |     |     |
| ---- | ---------- | --- | - | - | - | - | -- | -- | ---- |  | -------------------------- |  | --- | --- |
| 1    | Martinique | 2   | 2 | 1 | 0 | 1 | 4  | 3  | +1   |  | Martinique                 |  | 1-2 | 3-1 |
| 2    | Guyane     | 2   | 2 | 1 | 0 | 1 | 2  | 2  | 0    |  | Guyane                     |  |     | 0-1 |
| 3    | Guadeloupe | 2   | 2 | 1 | 0 | 1 | 2  | 3  | -1   |  | Guadeloupe                 |  |     |     |

### Groupe 3:Cuba
Cuba qualifié à la suite du forfait de ses adversaires.

### Groupe 4:Îles Caïmans
- Joué à Saint-Christophe-et-Niévès :

| Rang | Équipe                     | Pts | J | G | N | P | Bp | Bc | Diff |  | Résultats (▼ dom., ► ext.) |  |     |     |
| ---- | -------------------------- | --- | - | - | - | - | -- | -- | ---- |  | -------------------------- |  | --- | --- |
| 1    | Îles Caïmans               | 3   | 2 | 1 | 1 | 0 | 3  | 2  | +1   |  | Îles Caïmans               |  | 1-1 | 2-1 |
| 2    | Saint-Christophe-et-Niévès | 2   | 2 | 1 | 0 | 1 | 1  | 1  | 0    |  | Saint-Christophe-et-Niévès |  |     | 0-0 |
| 3    | Îles Vierges britanniques  | 1   | 2 | 0 | 1 | 1 | 1  | 2  | -1   |  | Îles Vierges britanniques  |  |     |     |

### Groupe 5:Guyana
- Joué à Georgetown, Guyana :

| Rang | Équipe   | Pts | J | G | N | P | Bp | Bc | Diff |  | Résultats (▼ dom., ► ext.) |  |     |     |
| ---- | -------- | --- | - | - | - | - | -- | -- | ---- |  | -------------------------- |  | --- | --- |
| 1    | Guyana   | 3   | 2 | 1 | 1 | 0 | 5  | 1  | +4   |  | Guyana                     |  | 1-1 | 4-0 |
| 2    | Suriname | 3   | 2 | 1 | 1 | 0 | 2  | 1  | +1   |  | Suriname                   |  |     | 1-0 |
| 3    | Aruba    | 0   | 2 | 0 | 0 | 2 | 0  | 5  | -5   |  | Aruba                      |  |     |     |

### Groupe 6:Sainte-Lucie
- Joué à Castries, Sainte-Lucie :

| Rang | Équipe       | Pts | J | G | N | P | Bp | Bc | Diff |  | Résultats (▼ dom., ► ext.) |  |     |     |
| ---- | ------------ | --- | - | - | - | - | -- | -- | ---- |  | -------------------------- |  | --- | --- |
| 1    | Sainte-Lucie | 4   | 2 | 2 | 0 | 0 | 9  | 0  | +9   |  | Sainte-Lucie               |  | 3-0 | 6-0 |
| 2    | Montserrat   | 1   | 2 | 0 | 1 | 1 | 1  | 4  | -3   |  | Montserrat                 |  |     | 1-1 |
| 3    | Anguilla     | 1   | 2 | 0 | 1 | 1 | 1  | 7  | -6   |  | Anguilla                   |  |     |     |

## Phase finale
Joué à Kingston, Jamaïque

### Groupe A
|   | Équipe       | Pts | J | G | N | P | BP | BC | Diff |
| - | ------------ | --- | - | - | - | - | -- | -- | ---- |
| 1 | Jamaïque     | 4   | 2 | 2 | 0 | 0 | 9  | 2  | +7   |
| 2 | Guyana       | 2   | 2 | 1 | 0 | 1 | 2  | 7  | -5   |
| 3 | Îles Caïmans | 0   | 2 | 0 | 0 | 2 | 3  | 5  | -2   |
|   | Cuba forfait |     |   |   |   |   |    |    |      |

| 23 juillet | Jamaïque | 6 | 0 | Guyana       |
| 25 juillet | Jamaïque | 3 | 2 | Îles Caïmans |
| 27 juillet | Guyana   | 2 | 1 | Îles Caïmans |

### Groupe B
|   | Équipe                 | Pts | J | G | N | P | BP | BC | Diff |
| - | ---------------------- | --- | - | - | - | - | -- | -- | ---- |
| 1 | Trinité-et-Tobago      | 4   | 3 | 2 | 0 | 1 | 9  | 2  | +7   |
| 2 | Sainte-Lucie           | 4   | 3 | 1 | 2 | 0 | 2  | 1  | +1   |
| 3 | Martinique             | 3   | 3 | 1 | 1 | 1 | 4  | 2  | +2   |
| 4 | République dominicaine | 1   | 3 | 0 | 1 | 2 | 1  | 11 | -10  |

| 28 juin   | Trinité-et-Tobago | 7 | 0 | République dominicaine |
|           | Sainte-Lucie      | 0 | 0 | Martinique             |
| 30 juin   | Trinité-et-Tobago | 1 | 0 | Martinique             |
|           | Sainte-Lucie      | 0 | 0 | République dominicaine |
| 3 juillet | Martinique        | 4 | 1 | République dominicaine |
|           | Trinité-et-Tobago | 1 | 2 | Sainte-Lucie           |

### Demi-finales
| 30 mai 1991 | Trinité-et-Tobago | 3 – 1 | Guyana | Kingston |  |
|             |                   |       |        |          |  |

| 30 mai 1991 | Jamaïque | 2 – 0 | Sainte-Lucie | Kingston |  |
|             |          |       |              |          |  |

### Petite finale
| 2 juin 1991 | Sainte-Lucie | 4 – 1 | Guyana | Kingston             |
|             |              |       |        | Spectateurs : 27 000 |

### Finale
| 2 juin 1991 | Trinité-et-Tobago | 0 – 2 | Jamaïque              | Kingston             |                      |
|             |                   |       | Davis 6e · Anglin 49e | Spectateurs : 27 000 | Spectateurs : 27 000 |

| 1991 Digicel Caribbean Cup Jamaïque Premier titre |

- La Jamaïque et Trinidad et Tobago se qualifient pour la phase finale de la Gold Cup 1991.